# Walther U. Unger
Walther U. Unger (auch: Walther Unger; * 1. März 1876 in Hannover; † im Dezember 1929 in Berlin) war ein deutscher Kapellmeister, Dirigent und Piano-Händler.

## Leben
Walter U. Unger wurde in der Gründerzeit des Deutschen Kaiserreichs in Hannover geboren als Sohn des Architekten, Stadtplaners und Bauschriftstellers Theodor Unger.
Nach seinem Studium der Musik wirkte Unger als Dirigent. Von 1900 bis 1901 war er in Bydgoszcz tätig, von 1902 bis 1903 in München, von 1903 bis 1918 in Metz, von 1918 bis 1920 in Frankfurt am Main, von 1924 bis 1926 in Kiel und ab 1926 in Berlin. Dort leitete er die Berliner Filiale des mit Sitz in Braunschweig tätigen Klavierbauers Grotrian-Steinweg.